# セケムケト

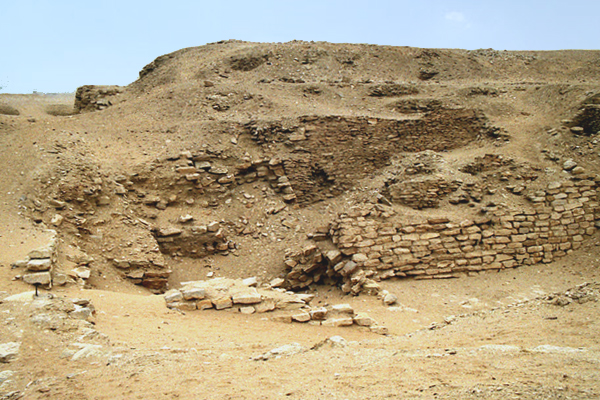
セケムケト王のピラミッド。

セケムケト（Sekhemkhet、生没年不明）は、エジプト第3王朝のファラオ（第3代目）。在位は紀元前2649年から紀元前2643年。ホルス名のセケムケトとは、「強靭な体」という意味を持つ。

## 発掘
セケムケトは、長らくその存在が確認されていない存在だった。1951年、サッカラにおいてエジプトの考古学者ザカリア・ゴネイムが未完成状態の階段ピラミッドを発見し、調査の結果、その存在が明らかにされた。その階段ピラミッドは完成していれば土台から七層70メートルの高さの規模となり、それはジェセル王のピラミッドを8メートル上回る高さに達すると推察された。また、ピラミッドには未盗掘の竪穴が存在し、1954年3月の再調査によって21個の黄金製の腕輪や貝を型どった金細工などが発掘されている。さらにその瓦礫の奥には玄室があり、一枚岩を加工して作られたスライド式の棺が発見された。棺及び通路において盗掘の形跡はなく、ファラオの遺骸の発見が期待されたが、同年4月に開封したところ棺の内部はまったくの空であった。その玄室が未完成であったことからも、王が実際に眠る玄室は別の位置にあると考えられている。